# Saison 1 de Shades of Blue
Chronologie
Saison 2
Cet article présente le guide des épisodes de la première saison de la série télévisée américaine Shades of Blue.

## Généralités
- Aux États-Unis, la saison a été diffusée du 7 janvier 2016 au 31 mars 2016 sur le réseau NBC.
- Au Canada, la saison a été diffusée en simultané sur le réseau Global[1].

## Distribution

### Acteurs principaux
- Jennifer Lopez (VF : Charlotte Marin) : détective Harlee Santos, policière et mère célibataire
- Ray Liotta (VF : Patrick Béthune) : Capitaine Matt Wozniak
- Drea de Matteo (VF : Laurence Dourlens) : détective Tess Nazario
- Warren Kole (VF : Vincent Ropion) : agent spécial du FBI Robert Stahl
- Dayo Okeniyi (VF : Namakan Koné) : détective Michael Loman
- Hampton Fluker (VF : Jean-Baptiste Anoumon) : détective Marcus Tufo
- Vincent Laresca (VF : Marc Saez) : détective Carlos Espada
- Sarah Jeffery (VF : Camille Donda) : Cristina Santos, fille de Harlee

### Acteurs récurrents
- Santino Fontana (VF : Jérémy Prévost) : Stuart Saperstein (épisodes 1 à 8)
- Michael Esper : Donnie Pomp, membre des affaires internes (11 épisodes)
- Annie Chang (VF : Véronique Volta) : agent spécial Molly Chen, partenaire de Stahl (11 épisodes)
- Leslie Silva (en) (VF : Armelle Gallaud) : Gail Baker, patronne de Stahl (9 épisodes)
- Gino Anthony Pesi (VF : Gilduin Tissier) : ADA James Nava (8 épisodes)
- Lolita Davidovich (VF : Danièle Douet) : Linda Wozniak, femme de Matt (7 épisodes)
- Antonio Jaramillo : Miguel Zepeda, ex-petit-ami d'Harlee (6 épisodes)
- Michael Drayer : Joaquin Foster (4 épisodes)
- Michael Laurence : Curtis « Caddie » Deville (4 épisodes)
- Kathryn Kates (VF : Marie Martine) : mère de David (4 épisodes)
- Erica Ash : Erica, intérêt amoureux de Loman (épisodes 3, 4 et 6)
- Caleb McLaughlin : Jay-Jay (épisodes 3, 4 et 6)
- Paloma Guzmán (VF : Jessie Lambotte) : Sofia (épisodes 3, 5 et 7)
- Mark Deklin : Joe Nazario, mari de Tess (épisodes 3 et 6)
- Meredith Holzman : Tiffany (épisodes 6, 7 et 11)
- Matthew Rauch : Keith Colby (épisodes 9, 11 et 12)
- Jennifer Mudge (en) : Ellen (épisodes 9, 11 et 12)
- Erica Ash (VF : Delphine Braillon) : Erica, intérêt amoureux de Loman

## Épisodes

### Épisode 1:Être un bon flic
- États-Unis /  Canada : 7 janvier 2016 sur NBC[2] / Global
- Québec : 22 août 2016 sur Moi & Cie Télé[3]
- Belgique : 18 octobre 2016[4] sur La Une[5]
- Suisse : 30 novembre 2016 sur RTS Un[6]
- France : 13 mars 2017[7] sur France 2[8]

- États-Unis : 8,55 millions de téléspectateurs[9] (première diffusion)
- Canada : 1,811 million de téléspectateurs[10] (première diffusion + différé 7 jours)
- France : 2,95 millions de téléspectateurs[11] (première diffusion)

### Épisode 2:Pêché originel
- États-Unis /  Canada : 14 janvier 2016 sur NBC / Global
- Québec : 29 août 2016 sur Moi & Cie Télé
- Belgique : 18 octobre 2016 sur La Une
- Suisse : 30 novembre 2016 sur RTS Un
- France : 13 mars 2017 sur France 2

- États-Unis : 6,64 millions de téléspectateurs[12] (première diffusion)
- Canada : 1,566 million de téléspectateurs[13] (première diffusion + différé 7 jours)
- France : 2,49 millions de téléspectateurs[11] (première diffusion)

### Épisode 3:Visage perfide, cœur perfide
- États-Unis  Canada : 21 janvier 2016 sur NBC / Global
- Québec : 5 septembre 2016 sur Moi & Cie Télé
- Belgique : 25 octobre 2016 sur La Une
- Suisse : 1er décembre 2016 sur RTS Un
- France : 13 mars 2017 sur France 2

- États-Unis : 6,94 millions de téléspectateurs[14] (première diffusion)
- Canada : 1,408 million de téléspectateurs[15] (première diffusion + différé 7 jours)
- France : 1,86 million de téléspectateurs[11] (première diffusion)

### Épisode 4:Qui peut me dire qui je suis?
- États-Unis  Canada : 28 janvier 2016 sur NBC / Global
- Québec : 12 septembre 2016 sur Moi & Cie Télé
- Belgique : 25 octobre 2016 sur La Une
- Suisse : 7 décembre 2016 sur RTS Un
- France : 20 mars 2017 sur France 2

- États-Unis : 6,49 millions de téléspectateurs[16] (première diffusion)
- Canada : 1,334 million de téléspectateurs[17] (première diffusion + différé 7 jours)
- France : 1,89 million de téléspectateurs[18] (première diffusion)

### Épisode 5:Une force égale et opposée
- États-Unis  Canada : 4 février 2016 sur NBC / Global
- Québec : 19 septembre 2016 sur Moi & Cie Télé
- Belgique : 1er novembre 2016 sur La Une
- Suisse : 7 décembre 2016 sur RTS Un
- France : 20 mars 2017 sur France 2

- États-Unis : 5,64 millions de téléspectateurs[19] (première diffusion)
- Canada : 1,39 million de téléspectateurs[20] (première diffusion + différé 7 jours)
- France : 1,55 million de téléspectateurs[18] (première diffusion)

### Épisode 6:Tomber de haut
- États-Unis  Canada : 11 février 2016 sur NBC / Global
- Québec : 26 septembre 2016 sur Moi & Cie Télé
- Belgique : 1er novembre 2016 sur La Une
- Suisse : 7 décembre 2016 sur RTS Un
- France : 20 mars 2017 sur France 2

- États-Unis : 5,4 millions de téléspectateurs[21] (première diffusion)
- Canada : 1,281 million de téléspectateurs[22] (première diffusion + différé 7 jours)
- France : 1,34 million de téléspectateurs[18] (première diffusion)

### Épisode 7:À bout de nerfs
- États-Unis  Canada : 18 février 2016 sur NBC / Global
- Québec : 3 octobre 2016 sur Moi & Cie Télé
- Belgique : 8 novembre 2016 sur La Une
- Suisse : 14 décembre 2016 sur RTS Un
- France : 27 mars 2017 sur France 2

- États-Unis : 5,29 millions de téléspectateurs[23] (première diffusion)
- Canada : 1,108 million de téléspectateurs[24] (première diffusion + différé 7 jours)
- France : 1,82 million de téléspectateurs[25] (première diffusion)

### Épisode 8:Bavure
- États-Unis  Canada : 25 février 2016 sur NBC / Global
- Québec : 10 octobre 2016 sur Moi & Cie Télé
- Belgique : 8 novembre 2016 sur La Une
- Suisse : 14 décembre 2016 sur RTS Un
- France : 27 mars 2017 sur France 2

- États-Unis : 4,98 millions de téléspectateurs[26] (première diffusion)

### Épisode 9:Colis surprise
- États-Unis  Canada : 3 mars 2016 sur NBC / Global
- Québec : 17 octobre 2016 sur Moi & Cie Télé
- Belgique : 15 novembre 2016 sur La Une
- Suisse : 15 décembre 2016 sur RTS Un
- France : 27 mars 2017 sur France 2

- États-Unis : 4,77 millions de téléspectateurs [27] (première diffusion)
- Canada : 1,226 million de téléspectateurs[28] (première diffusion + différé 7 jours)

### Épisode 10:Le diable en personne
- États-Unis  Canada : 10 mars 2016 sur NBC / Global
- Québec : 24 octobre 2016 sur Moi & Cie Télé
- Belgique : 15 novembre 2016 sur La Une
- Suisse : 21 décembre 2016 sur RTS Un
- France : 3 avril 2017 sur France 2

- États-Unis : 4,86 millions de téléspectateurs[29] (première diffusion)
- Canada : 1,155 million de téléspectateurs[30] (première diffusion + différé 7 jours)
- France : 2,04 millions de téléspectateurs[31] (première diffusion)

### Épisode 11:Jeu de pistes
- États-Unis  Canada : 17 mars 2016 sur NBC / Global
- Québec : 31 octobre 2016 sur Moi & Cie Télé
- Belgique : 22 novembre 2016 sur La Une
- Suisse : 21 décembre 2016 sur RTS Un
- France : 3 avril 2017 sur France 2

- États-Unis : 5,10 millions de téléspectateurs[32] (première diffusion)
- Canada : 1,285 million de téléspectateurs[33] (première diffusion + différé 7 jours)

### Épisode 12:Car j'ai péché
- États-Unis  Canada : 24 mars 2016 sur NBC / Global
- Québec : 7 novembre 2016 sur Moi & Cie Télé
- Belgique : 29 novembre 2016 sur La Une
- Suisse : 22 décembre 2016 sur RTS Un
- France : 3 avril 2017 sur France 2

- États-Unis : 5,13 millions de téléspectateurs[34] (première diffusion)

### Épisode 13:Un dernier mensonge
- États-Unis  Canada : 31 mars 2016 sur NBC / Global
- Québec : 14 novembre 2016 sur Moi & Cie Télé
- Belgique : 29 novembre 2016 sur La Une
- Suisse : 22 décembre 2016 sur RTS Un

- États-Unis : 5,43 millions de téléspectateurs[35] (première diffusion)